# Sarah Siddons
Sarah Siddons (1755. július 5. – 1831. június 8.) a 18. század legismertebb angol színésze. 
John Philip Kemble, Charles Kemble, Stephen Kemble, Ann Hatton és Elizabeth Whitlock nővére volt. Legismertebb alakítása Shakespeare Lady Macbeth-je.